# Серп і Молот (Прокоп'євський округ)
Серп і Мо́лот (рос. Серп и Молот) — селище у складі Прокоп'євського округу Кемеровської області, Росія.

## Населення
Населення — 65 осіб (2010; 81 у 2002).
Національний склад (станом на 2002 рік):
- росіяни — 95 %